# Calendario balinese Pawukon
Il calendario balinese Pawukon è uno dei due calendari utilizzati nell'isola di Bali per cadenzare le festività religiose.
L'anno di 210 giorni (uku) è suddiviso secondo un sistema immutabile di dieci settimane (wara) di 1, 2, 3, 4, 5, 6, 7, 8, 9 e 10 giorni.
La 1-settimana è considerabile come una settimana di due giorni, in cui uno non ha nome.

## Nomi dei giorni delle settimane
| Settimana             | Giorno 1 | Giorno 2 | Giorno 3 | Giorno 4 | Giorno 5 | Giorno 6 | Giorno 7  | Giorno 8 | Giorno 9 | Giorno 10 |
| --------------------- | -------- | -------- | -------- | -------- | -------- | -------- | --------- | -------- | -------- | --------- |
| 10-settimana Dasawara | Sri      | Pati     | Raja     | Manuh    | Duka     | Manusa   | Raksasa   | Suka     | Dewa     | Pandita   |
| 9-settimana Sangawara | Dangu    | Jangur   | Gigis    | Nohan    | Ogan     | Erangan  | Urungan   | Tulus    | Dadi     |           |
| 8-settimana Asatawara | Sri      | Indra    | Guru     | Yama     | Ludra    | Brahma   | Kala      | Uma      |          |           |
| 7-settimana Saptawara | Redite   | Coma     | Anggara  | Buda     | Wraspati | Sukra    | Saniscara |          |          |           |
| 6-settimana Sadwara   | Tungleh  | Aryang   | Urukung  | Paniron  | Was      | Maulu    |           |          |          |           |
| 5-settimana Pancawara | Paing    | Pon      | Wage     | Keliwon  | Umanis   |          |           |          |          |           |
| 4-settimana Caturwara | Sri      | Laba     | Jaya     | Menala   |          |          |           |          |          |           |
| 3-settimana Triwara   | Pasah    | Beteng   | Kajeng   |          |          |          |           |          |          |           |
| 2-settimana Dwiwara   | Menga    | Pept     |          |          |          |          |           |          |          |           |
| 1-settimana Ekawara   | Luang    |          |          |          |          |          |           |          |          |           |

## Nomi delle settimane
Le 30 7-settimane Saptawara in cui si suddivide l'anno hanno un nome:
| N° | Nome     |
| -- | -------- |
| 1  | Sinta    |
| 2  | Landep   |
| 3  | Ukir     |
| 4  | Kulantir |
| 5  | Taulu    |
| 6  | Gumbreg  |

| N° | Nome        |
| -- | ----------- |
| 7  | Wariga      |
| 8  | Warigadian  |
| 9  | Julungwangi |
| 10 | Sungsang    |
| 11 | Dunggulan   |
| 12 | Kuningan    |

| N° | Nome      |
| -- | --------- |
| 13 | Langkir   |
| 14 | Medangsia |
| 15 | Pujut     |
| 16 | Pahang    |
| 17 | Krulut    |
| 18 | Merakih   |

| N° | Nome         |
| -- | ------------ |
| 19 | Tambir       |
| 20 | Medangkungan |
| 21 | Matal        |
| 22 | Uye          |
| 23 | Pujut        |
| 24 | Prangbakat   |

| N° | Nome       |
| -- | ---------- |
| 25 | Bala       |
| 26 | Ugu        |
| 27 | Wayang     |
| 28 | Kelawu     |
| 29 | Dukut      |
| 30 | Watugunung |

In questo modo ad ogni giorno dell'anno può essere attribuito un nome univoco dato dalla combinazione del nome della 7-settimana e dal nome del giorno della 7-settimana (ad esempio Sukra Ugu). I balinesi sono soliti aggiungere anche il nome del giorno della  5-settimana (Sukra Umanis d'Ugu).

## Ordine dei giorni delle settimane
I giorni delle settimane di 3, 4, 5, 6, 7, 8 e 9 giorni si susseguono regolarmente in un ciclo, come le settimane del calendario occidentale, a partire dal giorno 1.
Poiché 210 non è divisibile per 4, 8 e 9, nelle settimane corrispondenti vengono aggiunti dei giorni intercalari:
- per la 9-settimana Sangawara, tre giorni Dangu vengono inseriti all'inizio dell'anno;
- per la 8-settimana Asatawara, due giorni Kala vengono aggiunti all'inizio della undicesima 7-settimana Dunggulan;
- per la 4-settimana Caturwara, due giorni Jaya vengono aggiunti all'inizio della undicesima 7-settimana Dunggulan.

I giorni delle settimane di 1, 2 e 10 giorni sono disposti in relazione alla combinazione dei giorni della 5-settimana e della 7-settimana.
Ogni giorno della settimana d 5, 7 e 10 giorni ha un valore rituale (urip):
- per i giorni della 10-settimana gli urip sono nell'ordine: 5, 2, 8, 6, 4, 7, 10, 3, 9 e 1;
- per i giorni della 7-settimana gli urip sono nell'ordine: 5, 4, 3, 7, 8, 6 e 9;
- per i giorni della 5-settimana gli urip sono nell'ordine: 9, 7, 4, 8 e 5.

Per fissare i giorni della 10-settimana, viene calcolata la somma degli urip del giorno della 5-settimana e del giorno della 7-settimana più 1;
se si ottiene un valore superiore a 10, si sottrae 10. A questo punto:
- il giorno della 10-settimana è quello il cui valore urip corrisponde al numero calcolato;
- se il valore calcolato è pari, il giorno della 2-settimana è Pept e il giorno della 1-settimana è Luang;
- se il valore calcolato è dispari, il giorno della 2-settimana è Menga e non è un giorno della 1-settimana.

Per esempio il primo giorno dell'anno ha un valore 9 nella 5-settimana, 5 nella 7-settimana: 9+5+1-10=5, che equivale al valore di urip del primo giorno della 10-settimana, per cui il giorno e' Sri. Il sesto giorno dell'anno ha urip 9 nella 5-settimana e 6 nella 7-settimana: 9+6+1-10=6, che equivale al valore di urip del quarto giorno della 10-settimana, per cui il giorno e' Manuh.

## Congiunzioni
Alcune congiunzioni tra i giorni delle principali settimane assumono un particolare significato religioso.
Tra gli ultimi giorni della 3-settimana, Kajeng, e della 5-settimana, Keliwon, si verifica una
congiunzione ogni 15 giorni che prende appunto il nome di Kajeng Keliwon.
Anche le sei congiunzioni gli ultimi giorni della 7-settimana, Saniscara, e della 5-settimana, Keliwon,
chiamate Tumpek, che si verificano ogni 35 giorni, rivestono ognuna un particolare significato cerimoniale e hanno ognuna un nome specifico:
- Tumpek Landep, nella seconda settimana Landep;
- Tumpek Uduh, nella settima settimana, Wariga;
- Tumpek Kuningan, nella dodicesima settimana Kuningan, doppiamente importante in quanto è anche Kajeng Keliwon;
- Tumpek Krulut, nella diciassettesima settimana Krulut;
- Tumpek Kandang, nella ventiduesima settimana Kandang; e
- Tumpek Wayang, nella ventisettesima settimana Wayang.

Altre congiunzioni importanti tra i giorni della 7-settimana e quelli della 5-settimana sono quelle tra Keliwon e Buda
(priva di un nome particolare), tra Keliwon e Anggara (Anggara Kasih), tra Keliwon e Redite (Pengenbang)
e tra Wage e Buda (Buda Cemeng),

## Calendario completo
Seguendo le regole summenzionate e grazie al fatto che il calendario Pawukon non cambia da un anno all'altro, è possibile costruire una rappresentazione immutabile del calendario:
| Nome della Settimana | N°  | Ekawara 1-settimana | Dwiwara 2-settimana | Triwara 3-settimana | Caturwara 4-settimana | Pancawara 5-settimana | Sadwara 6-settimana | Saptawara 7-settimana | Asatawara 8-settimana | Sangawara 9-settimana | Dasawara 10-settimana |
| -------------------- | --- | ------------------- | ------------------- | ------------------- | --------------------- | --------------------- | ------------------- | --------------------- | --------------------- | --------------------- | --------------------- |
| Sinta                | 1   |                     | Menga               | Pasah               | Sri                   | Paing                 | Tungleh             | Redite                | Sri                   | Dangu                 | Sri                   |
| Sinta                | 2   | Luang               | Pept                | Beteng              | Laba                  | Pon                   | Aryang              | Coma                  | Indra                 | Dangu                 | Pati                  |
| Sinta                | 3   | Luang               | Pept                | Kajeng              | Jaya                  | Wage                  | Urukung             | Anggara               | Guru                  | Dangu                 | Raja                  |
| Sinta                | 4   | Luang               | Pept                | Pasah               | Menala                | Keliwon               | Paniron             | Buda                  | Yama                  | Dangu                 | Manuh                 |
| Sinta                | 5   | Luang               | Pept                | Beteng              | Sri                   | Umanis                | Was                 | Wraspati              | Ludra                 | Jangur                | Duka                  |
| Sinta                | 6   | Luang               | Pept                | Kajeng              | Laba                  | Paing                 | Maulu               | Sukra                 | Brahma                | Gigis                 | Manuh                 |
| Sinta                | 7   |                     | Menga               | Pasah               | Jaya                  | Pon                   | Tungleh             | Saniscara             | Kala                  | Nohan                 | Manusa                |
| Landep               | 8   | Luang               | Pept                | Beteng              | Menala                | Wage                  | Aryang              | Redite                | Uma                   | Ogan                  | Raksasa               |
| Landep               | 9   |                     | Menga               | Kajeng              | Sri                   | Keliwon               | Urukung             | Coma                  | Sri                   | Erangan               | Suka                  |
| Landep               | 10  |                     | Menga               | Pasah               | Laba                  | Umanis                | Paniron             | Anggara               | Indra                 | Urungan               | Dewa                  |
| Landep               | 11  |                     | Menga               | Beteng              | Jaya                  | Paing                 | Was                 | Buda                  | Guru                  | Tulus                 | Manusa                |
| Landep               | 12  | Luang               | Pept                | Kajeng              | Menala                | Pon                   | Maulu               | Wraspati              | Yama                  | Dadi                  | Manuh                 |
| Landep               | 13  |                     | Menga               | Pasah               | Sri                   | Wage                  | Tungleh             | Sukra                 | Ludra                 | Dangu                 | Pandita               |
| Landep               | 14  | Luang               | Pept                | Beteng              | Laba                  | Keliwon               | Aryang              | Saniscara             | Brahma                | Jangur                | Raja                  |
| Ukir                 | 15  |                     | Menga               | Kajeng              | Jaya                  | Umanis                | Urukung             | Redite                | Kala                  | Gigis                 | Pandita               |
| Ukir                 | 16  | Luang               | Pept                | Pasah               | Menala                | Paing                 | Paniron             | Coma                  | Uma                   | Nohan                 | Duka                  |
| Ukir                 | 17  |                     | Menga               | Beteng              | Sri                   | Pon                   | Was                 | Anggara               | Sri                   | Ogan                  | Pandita               |
| Ukir                 | 18  | Luang               | Pept                | Kajeng              | Laba                  | Wage                  | Maulu               | Buda                  | Indra                 | Erangan               | Pati                  |
| Ukir                 | 19  |                     | Menga               | Pasah               | Jaya                  | Keliwon               | Tungleh             | Wraspati              | Guru                  | Urungan               | Manusa                |
| Ukir                 | 20  | Luang               | Pept                | Beteng              | Menala                | Umanis                | Aryang              | Sukra                 | Yama                  | Tulus                 | Pati                  |
| Ukir                 | 21  |                     | Menga               | Kajeng              | Sri                   | Paing                 | Urukung             | Saniscara             | Ludra                 | Dadi                  | Dewa                  |
| Kulantir             | 22  |                     | Menga               | Pasah               | Laba                  | Pon                   | Paniron             | Redite                | Brahma                | Dangu                 | Suka                  |
| Kulantir             | 23  |                     | Menga               | Beteng              | Jaya                  | Wage                  | Was                 | Coma                  | Kala                  | Jangur                | Dewa                  |
| Kulantir             | 24  | Luang               | Pept                | Kajeng              | Menala                | Keliwon               | Maulu               | Anggara               | Uma                   | Gigis                 | Pati                  |
| Kulantir             | 25  |                     | Menga               | Pasah               | Sri                   | Umanis                | Tungleh             | Buda                  | Sri                   | Nohan                 | Suka                  |
| Kulantir             | 26  | Luang               | Pept                | Beteng              | Laba                  | Paing                 | Aryang              | Wraspati              | Indra                 | Ogan                  | Raja                  |
| Kulantir             | 27  | Luang               | Pept                | Kajeng              | Jaya                  | Pon                   | Urukung             | Sukra                 | Guru                  | Erangan               | Duka                  |
| Kulantir             | 28  | Luang               | Pept                | Pasah               | Menala                | Wage                  | Paniron             | Saniscara             | Yama                  | Urungan               | Duka                  |
| Taulu                | 29  | Luang               | Pept                | Beteng              | Sri                   | Keliwon               | Was                 | Redite                | Ludra                 | Tulus                 | Duka                  |
| Taulu                | 30  | Luang               | Pept                | Kajeng              | Laba                  | Umanis                | Maulu               | Coma                  | Brahma                | Dadi                  | Raksasa               |
| Taulu                | 31  |                     | Menga               | Pasah               | Jaya                  | Paing                 | Tungleh             | Anggara               | Kala                  | Dangu                 | Suka                  |
| Taulu                | 32  |                     | Menga               | Beteng              | Menala                | Pon                   | Aryang              | Buda                  | Uma                   | Jangur                | Sri                   |
| Taulu                | 33  |                     | Menga               | Kajeng              | Sri                   | Wage                  | Urukung             | Wraspati              | Sri                   | Gigis                 | Suka                  |
| Taulu                | 34  |                     | Menga               | Pasah               | Laba                  | Keliwon               | Paniron             | Sukra                 | Indra                 | Nohan                 | Sri                   |
| Taulu                | 35  |                     | Menga               | Beteng              | Jaya                  | Umanis                | Was                 | Saniscara             | Guru                  | Ogan                  | Sri                   |
| Gumbreg              | 36  |                     | Menga               | Kajeng              | Menala                | Paing                 | Maulu               | Redite                | Yama                  | Erangan               | Sri                   |
| Gumbreg              | 37  | Luang               | Pept                | Pasah               | Sri                   | Pon                   | Tungleh             | Coma                  | Ludra                 | Urungan               | Pati                  |
| Gumbreg              | 38  | Luang               | Pept                | Beteng              | Laba                  | Wage                  | Aryang              | Anggara               | Brahma                | Tulus                 | Raja                  |
| Gumbreg              | 39  | Luang               | Pept                | Kajeng              | Jaya                  | Keliwon               | Urukung             | Buda                  | Kala                  | Dadi                  | Manuh                 |
| Gumbreg              | 40  | Luang               | Pept                | Pasah               | Menala                | Umanis                | Paniron             | Wraspati              | Uma                   | Dangu                 | Duka                  |
| Gumbreg              | 41  | Luang               | Pept                | Beteng              | Sri                   | Paing                 | Was                 | Sukra                 | Sri                   | Jangur                | Manuh                 |
| Gumbreg              | 42  |                     | Menga               | Kajeng              | Laba                  | Pon                   | Maulu               | Saniscara             | Indra                 | Gigis                 | Manusa                |
| Wariga               | 43  | Luang               | Pept                | Pasah               | Jaya                  | Wage                  | Tungleh             | Redite                | Guru                  | Nohan                 | Raksasa               |
| Wariga               | 44  |                     | Menga               | Beteng              | Menala                | Keliwon               | Aryang              | Coma                  | Yama                  | Ogan                  | Suka                  |
| Wariga               | 45  |                     | Menga               | Kajeng              | Sri                   | Umanis                | Urukung             | Anggara               | Ludra                 | Erangan               | Dewa                  |
| Wariga               | 46  |                     | Menga               | Pasah               | Laba                  | Paing                 | Paniron             | Buda                  | Brahma                | Urungan               | Manusa                |
| Wariga               | 47  | Luang               | Pept                | Beteng              | Jaya                  | Pon                   | Was                 | Wraspati              | Kala                  | Tulus                 | Manuh                 |
| Wariga               | 48  |                     | Menga               | Kajeng              | Menala                | Wage                  | Maulu               | Sukra                 | Uma                   | Dadi                  | Pandita               |
| Wariga               | 49  | Luang               | Pept                | Pasah               | Sri                   | Keliwon               | Tungleh             | Saniscara             | Sri                   | Dangu                 | Raja                  |
| Warigadian           | 50  |                     | Menga               | Beteng              | Laba                  | Umanis                | Aryang              | Redite                | Indra                 | Jangur                | Pandita               |
| Warigadian           | 51  | Luang               | Pept                | Kajeng              | Jaya                  | Paing                 | Urukung             | Coma                  | Guru                  | Gigis                 | Duka                  |
| Warigadian           | 52  |                     | Menga               | Pasah               | Menala                | Pon                   | Paniron             | Anggara               | Yama                  | Nohan                 | Pandita               |
| Warigadian           | 53  | Luang               | Pept                | Beteng              | Sri                   | Wage                  | Was                 | Buda                  | Ludra                 | Ogan                  | Pati                  |
| Warigadian           | 54  |                     | Menga               | Kajeng              | Laba                  | Keliwon               | Maulu               | Wraspati              | Brahma                | Erangan               | Manusa                |
| Warigadian           | 55  | Luang               | Pept                | Pasah               | Jaya                  | Umanis                | Tungleh             | Sukra                 | Kala                  | Urungan               | Pati                  |
| Warigadian           | 56  |                     | Menga               | Beteng              | Menala                | Paing                 | Aryang              | Saniscara             | Uma                   | Tulus                 | Dewa                  |
| Jukungwangi          | 57  |                     | Menga               | Kajeng              | Sri                   | Pon                   | Urukung             | Redite                | Sri                   | Dadi                  | Suka                  |
| Jukungwangi          | 58  |                     | Menga               | Pasah               | Laba                  | Wage                  | Paniron             | Coma                  | Indra                 | Dangu                 | Dewa                  |
| Jukungwangi          | 59  | Luang               | Pept                | Beteng              | Jaya                  | Keliwon               | Was                 | Anggara               | Guru                  | Jangur                | Pati                  |
| Jukungwangi          | 60  |                     | Menga               | Kajeng              | Menala                | Umanis                | Maulu               | Buda                  | Yama                  | Gigis                 | Suka                  |
| Jukungwangi          | 61  | Luang               | Pept                | Pasah               | Sri                   | Paing                 | Tungleh             | Wraspati              | Ludra                 | Nohan                 | Raja                  |
| Jukungwangi          | 62  | Luang               | Pept                | Beteng              | Laba                  | Pon                   | Aryang              | Sukra                 | Brahma                | Ogan                  | Duka                  |
| Jukungwangi          | 63  | Luang               | Pept                | Kajeng              | Jaya                  | Wage                  | Urukung             | Saniscara             | Kala                  | Erangan               | Duka                  |
| Sungsang             | 64  | Luang               | Pept                | Pasah               | Menala                | Keliwon               | Paniron             | Redite                | Uma                   | Urungan               | Duka                  |
| Sungsang             | 65  | Luang               | Pept                | Beteng              | Sri                   | Umanis                | Was                 | Coma                  | Sri                   | Tulus                 | Raksasa               |
| Sungsang             | 66  |                     | Menga               | Kajeng              | Laba                  | Paing                 | Maulu               | Anggara               | Indra                 | Dadi                  | Suka                  |
| Sungsang             | 67  |                     | Menga               | Pasah               | Jaya                  | Pon                   | Tungleh             | Buda                  | Guru                  | Dangu                 | Sri                   |
| Sungsang             | 68  |                     | Menga               | Beteng              | Menala                | Wage                  | Aryang              | Wraspati              | Yama                  | Jangur                | Suka                  |
| Sungsang             | 69  |                     | Menga               | Kajeng              | Sri                   | Keliwon               | Urukung             | Sukra                 | Ludra                 | Gigis                 | Sri                   |
| Sungsang             | 70  |                     | Menga               | Pasah               | Laba                  | Umanis                | Paniron             | Saniscara             | Brahma                | Nohan                 | Sri                   |
| Dunggulan            | 71  |                     | Menga               | Beteng              | Jaya                  | Paing                 | Was                 | Redite                | Kala                  | Ogan                  | Sri                   |
| Dunggulan            | 72  | Luang               | Pept                | Kajeng              | Jaya                  | Pon                   | Maulu               | Coma                  | Kala                  | Erangan               | Pati                  |
| Dunggulan            | 73  | Luang               | Pept                | Pasah               | Jaya                  | Wage                  | Tungleh             | Anggara               | Kala                  | Urungan               | Raja                  |
| Dunggulan            | 74  | Luang               | Pept                | Beteng              | Menala                | Keliwon               | Aryang              | Buda                  | Uma                   | Tulus                 | Manuh                 |
| Dunggulan            | 75  | Luang               | Pept                | Kajeng              | Sri                   | Umanis                | Urukung             | Wraspati              | Sri                   | Dadi                  | Duka                  |
| Dunggulan            | 76  | Luang               | Pept                | Pasah               | Laba                  | Paing                 | Paniron             | Sukra                 | Indra                 | Dangu                 | Manuh                 |
| Dunggulan            | 77  |                     | Menga               | Beteng              | Jaya                  | Pon                   | Was                 | Saniscara             | Guru                  | Jangur                | Manusa                |
| Kuningan             | 78  | Luang               | Pept                | Kajeng              | Menala                | Wage                  | Maulu               | Redite                | Yama                  | Gigis                 | Raksasa               |
| Kuningan             | 79  |                     | Menga               | Pasah               | Sri                   | Keliwon               | Tungleh             | Coma                  | Ludra                 | Nohan                 | Suka                  |
| Kuningan             | 80  |                     | Menga               | Beteng              | Laba                  | Umanis                | Aryang              | Anggara               | Brahma                | Ogan                  | Dewa                  |
| Kuningan             | 81  |                     | Menga               | Kajeng              | Jaya                  | Paing                 | Urukung             | Buda                  | Kala                  | Erangan               | Manusa                |
| Kuningan             | 82  | Luang               | Pept                | Pasah               | Menala                | Pon                   | Paniron             | Wraspati              | Uma                   | Urungan               | Manuh                 |
| Kuningan             | 83  |                     | Menga               | Beteng              | Sri                   | Wage                  | Was                 | Sukra                 | Sri                   | Tulus                 | Pandita               |
| Kuningan             | 84  | Luang               | Pept                | Kajeng              | Laba                  | Keliwon               | Maulu               | Saniscara             | Indra                 | Dadi                  | Raja                  |
| Langkir              | 85  |                     | Menga               | Pasah               | Jaya                  | Umanis                | Tungleh             | Redite                | Guru                  | Dangu                 | Pandita               |
| Langkir              | 86  | Luang               | Pept                | Beteng              | Menala                | Paing                 | Aryang              | Coma                  | Yama                  | Jangur                | Duka                  |
| Langkir              | 87  |                     | Menga               | Kajeng              | Sri                   | Pon                   | Urukung             | Anggara               | Ludra                 | Gigis                 | Pandita               |
| Langkir              | 88  | Luang               | Pept                | Pasah               | Laba                  | Wage                  | Paniron             | Buda                  | Brahma                | Nohan                 | Pati                  |
| Langkir              | 89  |                     | Menga               | Beteng              | Jaya                  | Keliwon               | Was                 | Wraspati              | Kala                  | Ogan                  | Manusa                |
| Langkir              | 90  | Luang               | Pept                | Kajeng              | Menala                | Umanis                | Maulu               | Sukra                 | Uma                   | Erangan               | Pati                  |
| Langkir              | 91  |                     | Menga               | Pasah               | Sri                   | Paing                 | Tungleh             | Saniscara             | Sri                   | Urungan               | Dewa                  |
| Medangsia            | 92  |                     | Menga               | Beteng              | Laba                  | Pon                   | Aryang              | Redite                | Indra                 | Tulus                 | Suka                  |
| Medangsia            | 93  |                     | Menga               | Kajeng              | Jaya                  | Wage                  | Urukung             | Coma                  | Guru                  | Dadi                  | Dewa                  |
| Medangsia            | 94  | Luang               | Pept                | Pasah               | Menala                | Keliwon               | Paniron             | Anggara               | Yama                  | Dangu                 | Pati                  |
| Medangsia            | 95  |                     | Menga               | Beteng              | Sri                   | Umanis                | Was                 | Buda                  | Ludra                 | Jangur                | Suka                  |
| Medangsia            | 96  | Luang               | Pept                | Kajeng              | Laba                  | Paing                 | Maulu               | Wraspati              | Brahma                | Gigis                 | Raja                  |
| Medangsia            | 97  | Luang               | Pept                | Pasah               | Jaya                  | Pon                   | Tungleh             | Sukra                 | Kala                  | Nohan                 | Duka                  |
| Medangsia            | 98  | Luang               | Pept                | Beteng              | Menala                | Wage                  | Aryang              | Saniscara             | Uma                   | Ogan                  | Duka                  |
| Pujut                | 99  | Luang               | Pept                | Kajeng              | Sri                   | Keliwon               | Urukung             | Redite                | Sri                   | Erangan               | Duka                  |
| Pujut                | 100 | Luang               | Pept                | Pasah               | Laba                  | Umanis                | Paniron             | Coma                  | Indra                 | Urungan               | Raksasa               |
| Pujut                | 101 |                     | Menga               | Beteng              | Jaya                  | Paing                 | Was                 | Anggara               | Guru                  | Tulus                 | Suka                  |
| Pujut                | 102 |                     | Menga               | Kajeng              | Menala                | Pon                   | Maulu               | Buda                  | Yama                  | Dadi                  | Sri                   |
| Pujut                | 103 |                     | Menga               | Pasah               | Sri                   | Wage                  | Tungleh             | Wraspati              | Ludra                 | Dangu                 | Suka                  |
| Pujut                | 104 |                     | Menga               | Beteng              | Laba                  | Keliwon               | Aryang              | Sukra                 | Brahma                | Jangur                | Sri                   |
| Pujut                | 105 |                     | Menga               | Kajeng              | Jaya                  | Umanis                | Urukung             | Saniscara             | Kala                  | Gigis                 | Sri                   |
| Pahang               | 106 |                     | Menga               | Pasah               | Menala                | Paing                 | Paniron             | Redite                | Uma                   | Nohan                 | Sri                   |
| Pahang               | 107 | Luang               | Pept                | Beteng              | Sri                   | Pon                   | Was                 | Coma                  | Sri                   | Ogan                  | Pati                  |
| Pahang               | 108 | Luang               | Pept                | Kajeng              | Laba                  | Wage                  | Maulu               | Anggara               | Indra                 | Erangan               | Raja                  |
| Pahang               | 109 | Luang               | Pept                | Pasah               | Jaya                  | Keliwon               | Tungleh             | Buda                  | Guru                  | Urungan               | Manuh                 |
| Pahang               | 110 | Luang               | Pept                | Beteng              | Menala                | Umanis                | Aryang              | Wraspati              | Yama                  | Tulus                 | Duka                  |
| Pahang               | 111 | Luang               | Pept                | Kajeng              | Sri                   | Paing                 | Urukung             | Sukra                 | Ludra                 | Dadi                  | Manuh                 |
| Pahang               | 112 |                     | Menga               | Pasah               | Laba                  | Pon                   | Paniron             | Saniscara             | Brahma                | Dangu                 | Manusa                |
| Krulut               | 113 | Luang               | Pept                | Beteng              | Jaya                  | Wage                  | Was                 | Redite                | Kala                  | Jangur                | Raksasa               |
| Krulut               | 114 |                     | Menga               | Kajeng              | Menala                | Keliwon               | Maulu               | Coma                  | Uma                   | Gigis                 | Suka                  |
| Krulut               | 115 |                     | Menga               | Pasah               | Sri                   | Umanis                | Tungleh             | Anggara               | Sri                   | Nohan                 | Dewa                  |
| Krulut               | 116 |                     | Menga               | Beteng              | Laba                  | Paing                 | Aryang              | Buda                  | Indra                 | Ogan                  | Manusa                |
| Krulut               | 117 | Luang               | Pept                | Kajeng              | Jaya                  | Pon                   | Urukung             | Wraspati              | Guru                  | Erangan               | Manuh                 |
| Krulut               | 118 |                     | Menga               | Pasah               | Menala                | Wage                  | Paniron             | Sukra                 | Yama                  | Urungan               | Pandita               |
| Krulut               | 119 | Luang               | Pept                | Beteng              | Sri                   | Keliwon               | Was                 | Saniscara             | Ludra                 | Tulus                 | Raja                  |
| Merakih              | 120 |                     | Menga               | Kajeng              | Laba                  | Umanis                | Maulu               | Redite                | Brahma                | Dadi                  | Pandita               |
| Merakih              | 121 | Luang               | Pept                | Pasah               | Jaya                  | Paing                 | Tungleh             | Coma                  | Kala                  | Dangu                 | Duka                  |
| Merakih              | 122 |                     | Menga               | Beteng              | Menala                | Pon                   | Aryang              | Anggara               | Uma                   | Jangur                | Pandita               |
| Merakih              | 123 | Luang               | Pept                | Kajeng              | Sri                   | Wage                  | Urukung             | Buda                  | Sri                   | Gigis                 | Pati                  |
| Merakih              | 124 |                     | Menga               | Pasah               | Laba                  | Keliwon               | Paniron             | Wraspati              | Indra                 | Nohan                 | Manusa                |
| Merakih              | 125 | Luang               | Pept                | Beteng              | Jaya                  | Umanis                | Was                 | Sukra                 | Guru                  | Ogan                  | Pati                  |
| Merakih              | 126 |                     | Menga               | Kajeng              | Menala                | Paing                 | Maulu               | Saniscara             | Yama                  | Erangan               | Dewa                  |
| Tambir               | 127 |                     | Menga               | Pasah               | Sri                   | Pon                   | Tungleh             | Redite                | Ludra                 | Urungan               | Suka                  |
| Tambir               | 128 |                     | Menga               | Beteng              | Laba                  | Wage                  | Aryang              | Coma                  | Brahma                | Tulus                 | Dewa                  |
| Tambir               | 129 | Luang               | Pept                | Kajeng              | Jaya                  | Keliwon               | Urukung             | Anggara               | Kala                  | Dadi                  | Pati                  |
| Tambir               | 130 |                     | Menga               | Pasah               | Menala                | Umanis                | Paniron             | Buda                  | Uma                   | Dangu                 | Suka                  |
| Tambir               | 131 | Luang               | Pept                | Beteng              | Sri                   | Paing                 | Was                 | Wraspati              | Sri                   | Jangur                | Raja                  |
| Tambir               | 132 | Luang               | Pept                | Kajeng              | Laba                  | Pon                   | Maulu               | Sukra                 | Indra                 | Gigis                 | Duka                  |
| Tambir               | 133 | Luang               | Pept                | Pasah               | Jaya                  | Wage                  | Tungleh             | Saniscara             | Guru                  | Nohan                 | Duka                  |
| Medangkungan         | 134 | Luang               | Pept                | Beteng              | Menala                | Keliwon               | Aryang              | Redite                | Yama                  | Ogan                  | Duka                  |
| Medangkungan         | 135 | Luang               | Pept                | Kajeng              | Sri                   | Umanis                | Urukung             | Coma                  | Ludra                 | Erangan               | Raksasa               |
| Medangkungan         | 136 |                     | Menga               | Pasah               | Laba                  | Paing                 | Paniron             | Anggara               | Brahma                | Urungan               | Suka                  |
| Medangkungan         | 137 |                     | Menga               | Beteng              | Jaya                  | Pon                   | Was                 | Buda                  | Kala                  | Tulus                 | Sri                   |
| Medangkungan         | 138 |                     | Menga               | Kajeng              | Menala                | Wage                  | Maulu               | Wraspati              | Uma                   | Dadi                  | Suka                  |
| Medangkungan         | 139 |                     | Menga               | Pasah               | Sri                   | Keliwon               | Tungleh             | Sukra                 | Sri                   | Dangu                 | Sri                   |
| Medangkungan         | 140 |                     | Menga               | Beteng              | Laba                  | Umanis                | Aryang              | Saniscara             | Indra                 | Jangur                | Sri                   |
| Matal                | 141 |                     | Menga               | Kajeng              | Jaya                  | Paing                 | Urukung             | Redite                | Guru                  | Gigis                 | Sri                   |
| Matal                | 142 | Luang               | Pept                | Pasah               | Menala                | Pon                   | Paniron             | Coma                  | Yama                  | Nohan                 | Pati                  |
| Matal                | 143 | Luang               | Pept                | Beteng              | Sri                   | Wage                  | Was                 | Anggara               | Ludra                 | Ogan                  | Raja                  |
| Matal                | 144 | Luang               | Pept                | Kajeng              | Laba                  | Keliwon               | Maulu               | Buda                  | Brahma                | Erangan               | Manuh                 |
| Matal                | 145 | Luang               | Pept                | Pasah               | Jaya                  | Umanis                | Tungleh             | Wraspati              | Kala                  | Urungan               | Duka                  |
| Matal                | 146 | Luang               | Pept                | Beteng              | Menala                | Paing                 | Aryang              | Sukra                 | Uma                   | Tulus                 | Manuh                 |
| Matal                | 147 |                     | Menga               | Kajeng              | Sri                   | Pon                   | Urukung             | Saniscara             | Sri                   | Dadi                  | Manusa                |
| Uye                  | 148 | Luang               | Pept                | Pasah               | Laba                  | Wage                  | Paniron             | Redite                | Indra                 | Dangu                 | Raksasa               |
| Uye                  | 149 |                     | Menga               | Beteng              | Jaya                  | Keliwon               | Was                 | Coma                  | Guru                  | Jangur                | Suka                  |
| Uye                  | 150 |                     | Menga               | Kajeng              | Menala                | Umanis                | Maulu               | Anggara               | Yama                  | Gigis                 | Dewa                  |
| Uye                  | 151 |                     | Menga               | Pasah               | Sri                   | Paing                 | Tungleh             | Buda                  | Ludra                 | Nohan                 | Manusa                |
| Uye                  | 152 | Luang               | Pept                | Beteng              | Laba                  | Pon                   | Aryang              | Wraspati              | Brahma                | Ogan                  | Manuh                 |
| Uye                  | 153 |                     | Menga               | Kajeng              | Jaya                  | Wage                  | Urukung             | Sukra                 | Kala                  | Erangan               | Pandita               |
| Uye                  | 154 | Luang               | Pept                | Pasah               | Menala                | Keliwon               | Paniron             | Saniscara             | Uma                   | Urungan               | Raja                  |
| Menail               | 155 |                     | Menga               | Beteng              | Sri                   | Umanis                | Was                 | Redite                | Sri                   | Tulus                 | Pandita               |
| Menail               | 156 | Luang               | Pept                | Kajeng              | Laba                  | Paing                 | Maulu               | Coma                  | Indra                 | Dadi                  | Duka                  |
| Menail               | 157 |                     | Menga               | Pasah               | Jaya                  | Pon                   | Tungleh             | Anggara               | Guru                  | Dangu                 | Pandita               |
| Menail               | 158 | Luang               | Pept                | Beteng              | Menala                | Wage                  | Aryang              | Buda                  | Yama                  | Jangur                | Pati                  |
| Menail               | 159 |                     | Menga               | Kajeng              | Sri                   | Keliwon               | Urukung             | Wraspati              | Ludra                 | Gigis                 | Manusa                |
| Menail               | 160 | Luang               | Pept                | Pasah               | Laba                  | Umanis                | Paniron             | Sukra                 | Brahma                | Nohan                 | Pati                  |
| Menail               | 161 |                     | Menga               | Beteng              | Jaya                  | Paing                 | Was                 | Saniscara             | Kala                  | Ogan                  | Dewa                  |
| Parangbakat          | 162 |                     | Menga               | Kajeng              | Menala                | Pon                   | Maulu               | Redite                | Uma                   | Erangan               | Suka                  |
| Parangbakat          | 163 |                     | Menga               | Pasah               | Sri                   | Wage                  | Tungleh             | Coma                  | Sri                   | Urungan               | Dewa                  |
| Parangbakat          | 164 | Luang               | Pept                | Beteng              | Laba                  | Keliwon               | Aryang              | Anggara               | Indra                 | Tulus                 | Pati                  |
| Parangbakat          | 165 |                     | Menga               | Kajeng              | Jaya                  | Umanis                | Urukung             | Buda                  | Guru                  | Dadi                  | Suka                  |
| Parangbakat          | 166 | Luang               | Pept                | Pasah               | Menala                | Paing                 | Paniron             | Wraspati              | Yama                  | Dangu                 | Raja                  |
| Parangbakat          | 167 | Luang               | Pept                | Beteng              | Sri                   | Pon                   | Was                 | Sukra                 | Ludra                 | Jangur                | Duka                  |
| Parangbakat          | 168 | Luang               | Pept                | Kajeng              | Laba                  | Wage                  | Maulu               | Saniscara             | Brahma                | Gigis                 | Duka                  |
| Bala                 | 169 | Luang               | Pept                | Pasah               | Jaya                  | Keliwon               | Tungleh             | Redite                | Kala                  | Nohan                 | Duka                  |
| Bala                 | 170 | Luang               | Pept                | Beteng              | Menala                | Umanis                | Aryang              | Coma                  | Uma                   | Ogan                  | Raksasa               |
| Bala                 | 171 |                     | Menga               | Kajeng              | Sri                   | Paing                 | Urukung             | Anggara               | Sri                   | Erangan               | Suka                  |
| Bala                 | 172 |                     | Menga               | Pasah               | Laba                  | Pon                   | Paniron             | Buda                  | Indra                 | Urungan               | Sri                   |
| Bala                 | 173 |                     | Menga               | Beteng              | Jaya                  | Wage                  | Was                 | Wraspati              | Guru                  | Tulus                 | Suka                  |
| Bala                 | 174 |                     | Menga               | Kajeng              | Menala                | Keliwon               | Maulu               | Sukra                 | Yama                  | Dadi                  | Sri                   |
| Bala                 | 175 |                     | Menga               | Pasah               | Sri                   | Umanis                | Tungleh             | Saniscara             | Ludra                 | Dangu                 | Sri                   |
| Ugu                  | 176 |                     | Menga               | Beteng              | Laba                  | Paing                 | Aryang              | Redite                | Brahma                | Jangur                | Sri                   |
| Ugu                  | 177 | Luang               | Pept                | Kajeng              | Jaya                  | Pon                   | Urukung             | Coma                  | Kala                  | Gigis                 | Pati                  |
| Ugu                  | 178 | Luang               | Pept                | Pasah               | Menala                | Wage                  | Paniron             | Anggara               | Uma                   | Nohan                 | Raja                  |
| Ugu                  | 179 | Luang               | Pept                | Beteng              | Sri                   | Keliwon               | Was                 | Buda                  | Sri                   | Ogan                  | Manuh                 |
| Ugu                  | 180 | Luang               | Pept                | Kajeng              | Laba                  | Umanis                | Maulu               | Wraspati              | Indra                 | Erangan               | Duka                  |
| Ugu                  | 181 | Luang               | Pept                | Pasah               | Jaya                  | Paing                 | Tungleh             | Sukra                 | Guru                  | Urungan               | Manuh                 |
| Ugu                  | 182 |                     | Menga               | Beteng              | Menala                | Pon                   | Aryang              | Saniscara             | Yama                  | Tulus                 | Manusa                |
| Wayang               | 183 | Luang               | Pept                | Kajeng              | Sri                   | Wage                  | Urukung             | Redite                | Ludra                 | Dadi                  | Raksasa               |
| Wayang               | 184 |                     | Menga               | Pasah               | Laba                  | Keliwon               | Paniron             | Coma                  | Brahma                | Dangu                 | Suka                  |
| Wayang               | 185 |                     | Menga               | Beteng              | Jaya                  | Umanis                | Was                 | Anggara               | Kala                  | Jangur                | Dewa                  |
| Wayang               | 186 |                     | Menga               | Kajeng              | Menala                | Paing                 | Maulu               | Buda                  | Uma                   | Gigis                 | Manusa                |
| Wayang               | 187 | Luang               | Pept                | Pasah               | Sri                   | Pon                   | Tungleh             | Wraspati              | Sri                   | Nohan                 | Manuh                 |
| Wayang               | 188 |                     | Menga               | Beteng              | Laba                  | Wage                  | Aryang              | Sukra                 | Indra                 | Ogan                  | Pandita               |
| Wayang               | 189 | Luang               | Pept                | Kajeng              | Jaya                  | Keliwon               | Urukung             | Saniscara             | Guru                  | Erangan               | Raja                  |
| Kelawu               | 190 |                     | Menga               | Pasah               | Menala                | Umanis                | Paniron             | Redite                | Yama                  | Urungan               | Pandita               |
| Kelawu               | 191 | Luang               | Pept                | Beteng              | Sri                   | Paing                 | Was                 | Coma                  | Ludra                 | Tulus                 | Duka                  |
| Kelawu               | 192 |                     | Menga               | Kajeng              | Laba                  | Pon                   | Maulu               | Anggara               | Brahma                | Dadi                  | Pandita               |
| Kelawu               | 193 | Luang               | Pept                | Pasah               | Jaya                  | Wage                  | Tungleh             | Buda                  | Kala                  | Dangu                 | Pati                  |
| Kelawu               | 194 |                     | Menga               | Beteng              | Menala                | Keliwon               | Aryang              | Wraspati              | Uma                   | Jangur                | Manusa                |
| Kelawu               | 195 | Luang               | Pept                | Kajeng              | Sri                   | Umanis                | Urukung             | Sukra                 | Sri                   | Gigis                 | Pati                  |
| Kelawu               | 196 |                     | Menga               | Pasah               | Laba                  | Paing                 | Paniron             | Saniscara             | Indra                 | Nohan                 | Dewa                  |
| Dukut                | 197 |                     | Menga               | Beteng              | Jaya                  | Pon                   | Was                 | Redite                | Guru                  | Ogan                  | Suka                  |
| Dukut                | 198 |                     | Menga               | Kajeng              | Menala                | Wage                  | Maulu               | Coma                  | Yama                  | Erangan               | Dewa                  |
| Dukut                | 199 | Luang               | Pept                | Pasah               | Sri                   | Keliwon               | Tungleh             | Anggara               | Ludra                 | Urungan               | Pati                  |
| Dukut                | 200 |                     | Menga               | Beteng              | Laba                  | Umanis                | Aryang              | Buda                  | Brahma                | Tulus                 | Suka                  |
| Dukut                | 201 | Luang               | Pept                | Kajeng              | Jaya                  | Paing                 | Urukung             | Wraspati              | Kala                  | Dadi                  | Raja                  |
| Dukut                | 202 | Luang               | Pept                | Pasah               | Menala                | Pon                   | Paniron             | Sukra                 | Uma                   | Dangu                 | Duka                  |
| Dukut                | 203 | Luang               | Pept                | Beteng              | Sri                   | Wage                  | Was                 | Saniscara             | Sri                   | Jangur                | Duka                  |
| Watugunung           | 204 | Luang               | Pept                | Kajeng              | Laba                  | Keliwon               | Maulu               | Redite                | Indra                 | Gigis                 | Duka                  |
| Watugunung           | 205 | Luang               | Pept                | Pasah               | Jaya                  | Umanis                | Tungleh             | Coma                  | Guru                  | Nohan                 | Raksasa               |
| Watugunung           | 206 |                     | Menga               | Beteng              | Menala                | Paing                 | Aryang              | Anggara               | Yama                  | Ogan                  | Suka                  |
| Watugunung           | 207 |                     | Menga               | Kajeng              | Sri                   | Pon                   | Urukung             | Buda                  | Ludra                 | Erangan               | Sri                   |
| Watugunung           | 208 |                     | Menga               | Pasah               | Laba                  | Wage                  | Paniron             | Wraspati              | Brahma                | Urungan               | Suka                  |
| Watugunung           | 209 |                     | Menga               | Beteng              | Jaya                  | Keliwon               | Was                 | Sukra                 | Kala                  | Tulus                 | Sri                   |
| Watugunung           | 210 |                     | Menga               | Kajeng              | Menala                | Umanis                | Maulu               | Saniscara             | Uma                   | Dadi                  | Sri                   |

## Corrispondenze con altri calendari
Il calendario balinese non è un calendario storico: gli anni si ripetono tutti uguali e non ne viene tenuto il conto, né è definito un anno zero.
Poiché il periodo di 210 giorni non ha nessun legame con le stagioni, il suo utilizzo pratico è limitato alla determinazione delle date delle cerimonie.
I balinesi, per gli altri scopi pratici, utilizzano il calendario lunisolare Saka, in uso in India e Pakistan, oppure il calendario gregoriano.
Per quest'ultimo, le date a cui corrisponde l'inizio dell'anno balinese (Redite Sinta) nel periodo dal 2000 al 2020 sono:
- 21/05/2000
- 17/12/2000
- 15/07/2001
- 10/02/2002
- 08/09/2002
- 06/04/2003

- 02/11/2003
- 30/05/2004
- 26/12/2004
- 24/07/2005
- 19/02/2006
- 17/09/2006

- 15/04/2007
- 11/11/2007
- 08/06/2008
- 04/01/2009
- 02/08/2009
- 28/02/2010

- 26/09/2010
- 24/04/2011
- 20/11/2011
- 17/06/2012
- 13/01/2013
- 11/08/2013

- 09/03/2014
- 05/10/2014
- 03/05/2015
- 29/11/2015
- 26/06/2016
- 22/01/2017

- 20/08/2017
- 18/03/2018
- 14/10/2018
- 12/05/2019
- 08/12/2019
- 05/07/2020